# 皮里盧基夫卡
47°2′32″N 35°28′25″E / 47.04222°N 35.47361°E
皮里盧基夫卡（烏克蘭語：Прилуківка）是烏克蘭東南部的村莊，由扎波羅熱州梅利托波爾區的泰爾平尼亞市鎮負責管轄。該村處於莫洛奇納河畔，距離卡姆揚斯凱和特拉夫涅韋1.5公里，面積0.74平方公里，海拔高度16米，2001年人口214。